# Simophis
Simophis är ett släkte av ormar. Simophis ingår i familjen snokar.
Arter enligt Catalogue of Life:
- Simophis rhinostoma
- Simophis rohdei

Enligt The Reptile Database ingår endast Simophis rhinostoma i släktet och Simophis rohdei listas som synonym.